# Joanna Quinn
Joanna Quinn é uma diretora de cinema inglesa e animadora premiada. 

## Carreira
O primeiro filme de Quinn, Girls Night Out foi terminado em 1987 e ganhou três prêmios no Festival de cinema de animação de Annecy. Esse filme introduziu a anti-heroína Beryl e segue sua história quando ela vai ver um stripper. Beryl apareceu no filme seguinte de Quinn, Body Beautiful (1990) e também no Dreams and Desires- Family Ties (2006).
Os outros filmes de Quinn incluem Elles (1992), Britannia (1993)—com o talento vocal de Christine Pritchard e composição musical de Ben Heneghan , Famous Fred (1996)–com o talento vocal de Lenny Henry e Tom Courtney—e Wife of Bath (1998) com talento vocal de Billie Whitelaw, Liz Smith e David Troughton.
Em 1987 Quinn fundou a Beryl Productions International Ltd com a Les Mills. Assim como filmes pessoais, a Beryl Productions também produziu comerciais para o Reino Unido, México e Canadá. Seus clientes incluiram Whiskas  e United Airlines. Todos esses comerciais tem o estilo de desenho característico de Quinn, sempre animado à mão no papel.
Quinn foi honrada com restrospectivas do seu trabalho por todo o mundo, incluindo Roma, Rio de Janeiro, Nova York, Stuttgart, Zagreb, Hiroshima, Toronto, Montreal, Gothenburg, Bradford, Cordoba, Tampere, Ottawa, Londres, Valencia, Taiwan e Moscou. 
Em 2008 viu culminar o seu trabalho com uma exibição chamada ‘Drawings that Move’, com curadoria de Michael Harvey no National Media Museum em Bradford, Inglaterra. Essa exibição bastante celebrada passou por Valencia, na Espanha e pela República Checa.
Quinn foi premiada com um Honorary Degree of Doctor of Arts na University of  Wolverhampton, uma Fellowship da University of Wales e se tornou uma Honorary Fellow no Royal College of Art, Londres.

## Prêmios
Quinn ganhou cerca de 90 prêmios internacionais, incluindo 2 Emmys, 4 prêmios Bafta e prêmios em todos maiores festivais de animação. Um de seus filmes, Famous Fred (1997),  recebeu uma nomeação ao Óscar. Quinn foi premiada com o Prêmo de Artes Leonardo da Vinci em 1996. Em 2006 seu filme Dreams and Desires ganhou um prêmio no Festival Internacional de Filmes Animados - Animafest Zagreb.

## Filmografia
- 1988 - Girls Night Out
- 1991 - Body Beautiful
- 1992 - Elles
- 1993 - Britannia
- 1996 - Famous Fred
- 1998 - The Wife of Bath - The Canterbury Tales
- 2006 - Dreams and Desires – Family Ties